# Notocorrhenes
Notocorrhenes is een kevergeslacht uit de familie van de boktorren (Cerambycidae). De wetenschappelijke naam van het geslacht werd voor het eerst geldig gepubliceerd in 1959 door Breuning.

## Soorten
Notocorrhenes omvat de volgende soorten:
- Notocorrhenes dispersa (Pascoe, 1859)
- Notocorrhenes freyi Breuning, 1961